# Anne-Lise Stern
Anne-Lise Stern, née Anneliese Stern à Berlin le 16 juillet 1921 et morte à Paris le 6 mai 2013, est une psychanalyste française, survivante des camps de concentration.

## Biographie

### 1921-1933: enfance en Allemagne

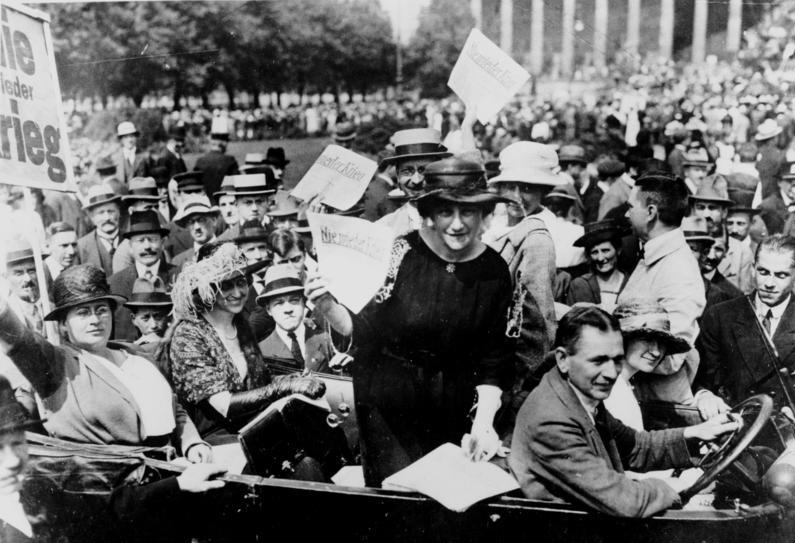
Ce qui se passait à Berlin, l’année 1921 où Anne-Lise Stern y est née : Manifestation pacifiste au Lustgarten. « Plus jamais la guerre » (pancarte à gauche : « Nie wieder Krieg »).

Les parents d’Anne-Lise sont des juifs assimilés, militants socialistes : elle est la fille de Henri Stern (1893-1948), psychiatre freudien, et de Käthe Ruben (1893-1968). Elle est la petite-fille de Regina Ruben, née en 1859 et tuée à Sobibor, militante féministe et marxiste, compagne de lutte de Clara Zetkin et de Rosa Luxemburg.
Früher mal ein deutsches Kind, (J'étais jadis une enfant allemande). Née à Berlin, Anne-Lise Stern vit dès l’âge d’un an et jusqu’au printemps 1933 à Mannheim d’où est originaire et où exerce son père, Henri Stern (1893-1948), un psychiatre freudien et marxiste, membre du SPD.
Anne-Lise Stern grandit dans l’esprit de liberté, de créativité intellectuelle que connaît la brève république de Weimar, dans un milieu caractérisé par un engagement de gauche et laïc.

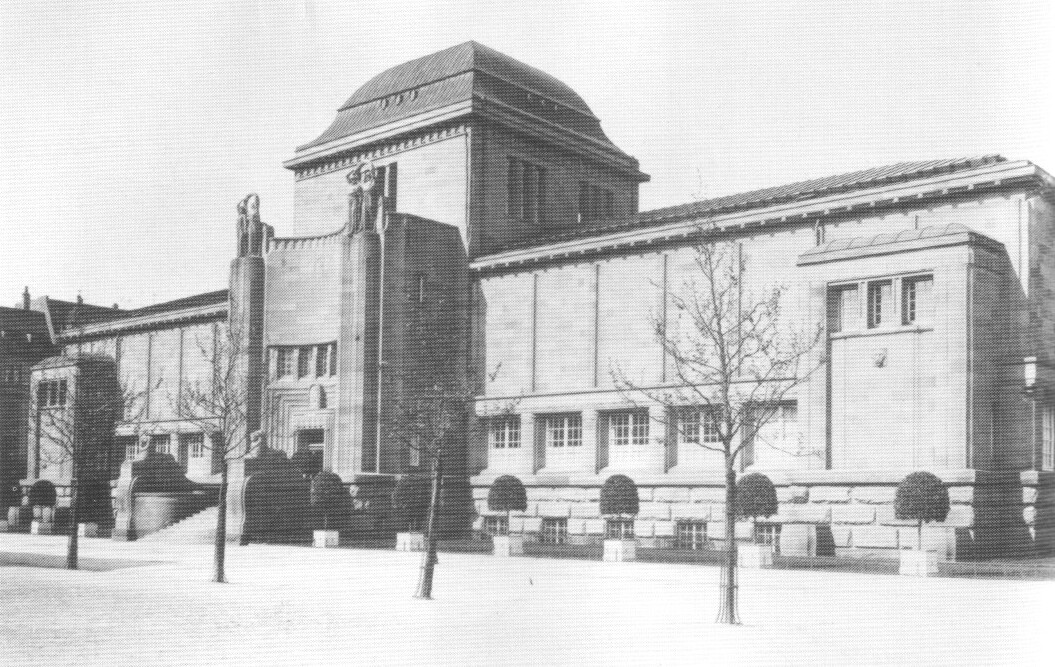
La Kunsthalle de Mannheim, musée d’art moderne, et ses lions assis (photo de 1918). En 1933, débutent vicissitudes et périls pour les tableaux aussi, « culture judéo-bolchevique », « art dégénéré », parmi lesquels La Prise (ou La Prisée) de Chagall, tableau qu’Anne-Lise connaît bien : elle le voit, enfant, à la Kunsthalle ; puis en 1933 le tableau surgit derrière une vitrine dans une rue de Mannheim, auprès d’une pancarte qui l’expose à la vindicte. Parmi les peintures qui ne furent pas brûlées Anne-Lise reverra le Chagall soixante ans plus tard, quand en 1992 Berlin consacrera une exposition aux œuvres retrouvées.

L’engagement politique qui façonne ses années de jeunesse lui vient également de sa famille par les femmes. Elle est en effet la petite-fille de Regina Ruben, militante féministe et marxiste. Habituée des tribunes, traductrice de Multatuli, Regina Ruben a publié en 1906 une monographie consacrée à Mathilde Franziska Anneke pionnière de la lutte en faveur du droit de vote des femmes – que l’Allemagne institue en 1919. Membre du SPD, Regina Ruben y a milité aux côtés de Clara Zetkin et Rosa Luxemburg. La mère d’Anne-Lise, Käthe Ruben (1893-1968), est aussi membre du SPD.
Conseiller municipal SPD, le père d'Anne-Lise est arrêté quelques semaines après l’arrivée de Hitler au pouvoir en janvier 1933. Trois mois plus tard, il sort de prison, et, le jour même, les Stern et leur fille quittent l’Allemagne. Käthe Seitz, secrétaire du Dr Stern et opposante au régime hitlérien, sera décapitée à la hache. Quant aux sœurs de Käthe Ruben, les deux tantes d’Anne-Lise, Ilse et Martha : la première, Ilse, sera exterminée à Auschwitz ; Martha Ruben-Wolff, gynécologue et militante réputée, tenante de la régulation des naissances, se suicidera à Moscou après l’assassinat de son mari considéré comme un espion anti-soviétique. Nadine Fresco et Martine Leibovici ravivent l’atmosphère intellectuelle et artistique de Mannheim, de sa Kunsthalle, située entre la maison et le Gymnasium, où Heini Stern emmenait sa fille découvrir Chagall, Otto Dix et l’art contemporain ; puis la terreur des exilés allemands, des bannis de Hitler de la période 1933-1939.

### 1933-1944: adolescence en France - naturalisation et déportation
En mai 1933, Anne-Lise et ses parents sont en France et s’installent à Blois, où le Dr Stern trouve un emploi à l'hôpital psychiatrique de la ville. L’adolescente, rapidement francophone, termine le lycée et obtient son baccalauréat. Elle et ses parents sont naturalisés à la fin de 1938. À l’automne 1939, au moment de la déclaration de la guerre, elle a seulement le temps d’entamer à Tours le Certificat d'études physiques, chimiques et biologiques (PCB) nécessaire pour entreprendre un cursus médical : au printemps suivant, c’est l’entrée en France de l’armée allemande et l'exode. Avec ses parents, elle passe alors en zone libre.
À Nice, où elle vit, elle se lie d’amitié avec Eva Freud, une des petites-filles de Sigmund Freud.
Le docteur Henri Stern, père d'Anne-Lise, se mobilise pour nourrir et soigner les internés du camp de Gurs, où beaucoup meurent et dont il réussit à extraire sa propre mère, et cinq autres femmes de Mannheim, « louant pour les accueillir une grande maison » à Gelos, près de Jurançon, dans la banlieue de Pau. Pour sauver les enfants internés à Gurs, Il se rapproche de l'abbé Glasberg, s'active en synergie avec l'Œuvre de secours aux enfants (Ose), et le Secours suisse aux enfants (Cimade).
Après le débarquement des Alliés en Afrique du nord en novembre 1942, les Allemands envahissent la zone non occupée : Anne-Lise Stern est contrainte de vivre sous une fausse identité. Au début de 1944, elle part pour Paris. Dénoncée comme juive, elle est arrêtée le 1er avril.

### 1944-1945: plusieurs camps - Textes du retour
Anne-Lise Stern est déportée au camp d’Auschwitz-Birkenau par le convoi no 71, parti du camp de Drancy le 13 avril 1944. Ce convoi emporte 34 des 44 enfants d’Izieu raflés le 6 avril 1944 sur ordre de Klaus Barbie. Parmi leurs compagnes d'infortune, se trouvent aussi Marceline Rozenberg, qui est la future cinéaste Marceline Loridan-Ivens et Simone Jacob, avec sa mère Yvonne Jacob et sa sœur Madeleine Jacob. Simone Jacob est la future Simone Veil. Les enfants d'Izieu sont gazés à l'arrivée à Auschwitz-Birkenau.
Anne-Lise reste à Birkenau, « ce trou noir, cet anus mundi » jusqu’au moment où, à l’automne 1944, devant l’offensive de l'Armée rouge, les déportés des camps de Pologne sont évacués vers l’Ouest. Elle fait partie d’un convoi envoyé au camp de Bergen-Belsen. De là, avec les femmes de son block, elle est emmenée en février 1945 à Raguhn, un kommando du camp de Buchenwald. Elle en repart en avril par un convoi qui met une semaine pour atteindre le camp de Theresienstadt. Le 2 juin 1945, un mois après la capitulation allemande, Anne-Lise Stern rentre en France, à Lyon où elle est accueillie par la Croix-Rouge.
Pendant l’été 1945, Anne-Lise Stern qui a alors vingt-quatre ans, écrit les Textes du retour : « Départ-arrivée », « Un tournant », « Le wagon à bestiaux », « L’arrivée à Theresienstadt » ; récits dont Pierre Vidal-Naquet estime qu’ils atteignent « les sommets de la littérature concentrationnaire, Primo Levi, Ravensbrück de Germaine Tillion, le Grand Voyage et Quel beau dimanche de Jorge Semprún ».
Les exactions du docteur Mengele qui l'ont terrorisée à Birkenau la détournent à jamais de son désir antérieur de devenir médecin comme son père.

### Après-guerre
Pendant l'hiver 1947 et le printemps 1948, le Dr Henri Stern est psychiatre consultant dans un camp de personnes déplacées, juives pour la plupart, situé dans la zone britannique en Allemagne. Dans un article paru au moment de sa mort, il présente une « rapide étude des forces psychiques qui ont structuré la vie du camp ».
Chez Anne-Lise, le désir de devenir psychanalyste demeure. De 1953 à 1968, elle travaille, à l’hôpital Bichat puis à celui des Enfants malades, dans l’équipe de la pédiatre et psychanalyste Jenny Aubry.

### Le laboratoire
Puis, dans l’esprit des utopies concrètes de Mai 68, elle anime pendant quatre ans, notamment avec les analystes Pierre Alien et Renaude Gosset, un « laboratoire » dans le quartier de la Bastille, financé grâce aux réparations versées par l’Allemagne, en dédommagement de la perte du cabinet médical de son père. Les séances d’analyse y sont accessibles à tous parce que d’un prix très modique. Dans la société européenne, la reconstruction d’après-guerre n’est pas accomplie : le silence, y compris dans la communauté psychanalytique, prévaut. Aussi le Laboratoire fait-il acte politique, œuvre d’éclaireur et de « porte-parole » : Laurent Le Vaguérèse l’explicite : « Ouvrir le Laboratoire avec l’argent des nazis introduisait, par l’intermédiaire du réel de l’argent, un autre réel : celui des camps. » Il cite Anne-Lise Stern énonçant :« Ce qui fut mis en acte est une réflexion sur les camps en tant que celle-ci était exclue de la communauté analytique. »
Anne-Lise Stern exerce ensuite, pendant deux ans, dans le centre d’accueil des toxicomanes dirigé à l’hôpital Marmottan par le psychiatre Claude Olievenstein.
Parallèlement à ce travail en institution, Anne-Lise Stern, analysée par Jacques Lacan et membre de l’École freudienne de Paris (1964-1980), se fait connaître à travers ses interventions dans des colloques et ses articles, qui paraissent dans Les Temps modernes, Le Nouvel Observateur et diverses revues.

### Le séminaire
En 1979, pour répondre à l’offensive négationniste elle inaugure un séminaire. Il se déroule d’abord chez elle, puis chez la psychanalyste Danièle Lévy, auditrice des premières heures, comme le sont notamment Suzanne Hommel, Liliane Kandel, Maria Landau, Fernand Niedermann, Michèle Ruty, Françoise Samson, Nicole Sels, Michel Thomé ou encore Liliane Zolty. Cet enseignement sera reconnu et accueilli, à partir de 1992, par la Maison des sciences de l'homme. Le séminaire durera trente ans, Anne-Lise Stern le qualifie de « recherche-témoignage » et l’intitule « Camps, histoire, psychanalyse. Leur nouage dans l’actualité européenne. »
C’est grâce à Isac Chiva, qui la présente à Clemens Heller, directeur de la Maison des Sciences de l’homme, que le séminaire d’Anne-Lise Stern s’y est tenu à partir de 1992.
Psychanalyste accoutumée à décrypter les fantasmes sous-jacents à ce qui paraît ordinaire et inoffensif, elle décrypte les traces sorties de la « poubelle des camps ». Procédant par chaînes associatives, elle laisse revenir du camp des « souvenirs disséminés qui ressurgissent soudain avec leur charge d’émotion et qui, parce qu’elle ose quand même en parler, s’associent à d’autres souvenirs, aux témoignages du passé et aux histoires du présent. »
« Le séminaire a lieu dans une salle de cours où se trouve une longue table. Anne-Lise est assise d’un côté de la table, tournant le dos à la fenêtre ; les « étudiants » sont de l’autre côté et lui font directement face. Elle commence en général par passer en revue les sujets qui l’ont frappée dans la presse ou à la télévision, par exemple un artiste allemand (…) qui présente des visualisations de l’intérieur de corps humains en utilisant les méthodes anatomiques mises au point au camp SS expérimental de Sachsenhausen, aujourd’hui il se procure les cadavres grâce aux bons offices de bourreaux membres de la police de la république populaire de Chine. Elle se tourne ensuite vers les livres qu’elle a lus (…) ; par exemple un format de bande dessinée utilisé pour familiariser de jeunes lecteurs avec des descriptions plutôt lugubres de la déportation. Elle arrive enfin au thème spécifique de la semaine, (…) par associations libres, elle combine des choses exprimées par écrit pour l’occasion, des textes anciens qu’elle relit, des souvenirs qui lui reviennent, une chanson, une histoire pour enfants, souvent en allemand, sa langue maternelle. Cela a tendance à lui tirer des larmes, tout comme une image-souvenir de ses camarades à Auschwitz ou des autres jeunes femmes et enfants français du convoi 71 qui quitta Drancy le 13 avril 1944 direction Auschwitz. Soixante ans plus tard, Anne-Lise est encore sur le chemin du retour. » Sous l’intertitre Performing Auschwitz d’un article consacré à la lecture du Savoir-Déporté, Michael Dorland (Université de Carleton, Ottawa), auditeur du séminaire en 2003-2004, en donne cette peinture vivante. Elle bravait là, deux fois par mois, une difficulté personnelle à s'exprimer en public. L'auditoire n'avait pas le droit d'intervenir : cet impératif solennel était une donnée du style annelisien.
« Elle occupait une place singulière dans le milieu de la psychanalyse. Unique, même. ».
Anne-Lise Stern avait été déportée, elle était aussi psychanalyste, mais la conjonction entre les deux n’allait pas de soi, ce qu’elle exprimait par le biais d’une formule aporétique : « Peut-on être psychanalyste en ayant été déporté(e) à Auschwitz ? La réponse est non. Peut-on, aujourd’hui, être psychanalyste sans cela ? La réponse est encore non. Éclairer comment ces deux impossibilités se tiennent, de quoi est fait leur rapport, me semble une bonne façon d’aborder la question : quelle psychanalyse après la shoah ? ».

### Le savoir-déporté
Elle nomme « savoir-déporté » le savoir qui irrigue sa pratique de la psychanalyse — sur son divan, auprès des enfants à l’hôpital ou des drogués de Marmottan — et qui se fonde sur « un sens de l’urgence », du moment de l’intervention qu’il ne faut pas manquer : « De là-bas me vient un sens de l’urgence, une passion de l’urgence dans le travail avec les enfants (…) que j’appelle le savoir-déporté – quand c’est le moment, c’est le moment ; un instant après c’est trop tard ».
Ainsi se remémore-t-elle un film que Jenny Aubry a montré à l’équipe : les autistes, leur balancement, leur dénuement total, « toute déportée se reconnaissait d’emblée en eux. »
D’autres enfants, dits « hospitaliques », « regressés après séparation précoce de leur mère et séjour en collectivité » lui inspirent une des urgences qui procèdent du savoir-déporté : « sortir un certain type d’enfants–déchets de leur poubelle ségrégative était essentiel, vital. »
L’image de la poubelle recevant un être-déchet sous l’effet de la violence totalitaire est au centre d’un des rêves recueillis par Charlotte Beradt dans Rêver sous le IIIe Reich. Ce rêve au banc vert et au banc jaune, une corbeille à papiers entre les deux, « c’est ce rêve qu’elle [Anne-Lise] m’a signalé en premier lorsqu’elle m’a fait connaître le livre de Charlotte Beradt », écrit en préface Martine Leibovici.
L’œuvre d’Anne-Lise Stern consiste notamment à utiliser l’image de la poubelle – comme pour les « enfants hospitaliques » – à la manière d’un voyant, qui voit parce qu’il se souvient, et qui fait dessiller le lecteur du Savoir-Déporté ou l’auditeur du séminaire, en lui présentant, dans une scène ordinaire de la vie civilisée, une ségrégation ou une humiliation ou une destruction en cours.
Avoir été au camp et y avoir survécu c’est témoigner dans les colloques de psychanalystes et dans le travail auprès des patients de « ça, de cette loque que (l’on) a été ».
Avoir été au camp, c’est avoir été soi-même réduit à n’être « que la "cause", l’objet du déchaînement destructeur chez l’autre, le SS. »
Anne-Lise Stern considère qu’elle a transmis ce savoir à Lacan, que celui-ci l’a théorisé dans son élaboration de l’objet a et que ceci permet d’éclairer un pan de la structure psychique de tout un chacun. Elle expose cette conviction dans « Le châle », texte inspiré par la lecture du roman éponyme de Cynthia Ozick.
Le journaliste et philosophe Philippe Petit écrit: « S’il y a bien quelqu’un qui se méfiait de l’obscénité, et craignait de s’appuyer sur une pédagogie de l’horreur susceptible de produire chez son interlocuteur un effet de jouissance : c’est elle. « Nous est en général insupportable ce qui s’élabore à partir de notre viande », disait-elle (…) (Elle) avait l’œil pour repérer ceux qui « assument allègrement la jouissance qu’il y a à jaspiner autour d’Auschwitz. »

### Temps de latence et réception par la communauté psychanalytique
« Le génocide perpétré par les nazis contre les juifs pendant la Seconde Guerre mondiale pèse d’un poids tout à fait particulier sur le monde occidental contemporain (…) près d’un demi-siècle plus tard, cet événement remplit une fonction de référence (…) pour des productions intellectuelles de tous ordres (…) ce poids, cette empreinte, cette référence se traduisent de manières variées, souvent indirectes, paradoxales parfois, tant il est vrai que les divers mécanismes par lesquels individus ou groupes manifestent leur refus du poids et de l’empreinte d’un événement sont, aussi, une preuve supplémentaire de cette empreinte et de ce poids. » Michael Dorland estime que, même si ces lignes — de Nadine Fresco — ne sont pas d’Anne-Lise Stern, elles conviendraient en discours programme et énoncent la préoccupation centrale de son œuvre.
Selon Danièle Lévy, « l’intuition » d’Anne-Lise est que « : Après cela, rien ne marche plus comme avant. (…) Tout se passe comme si chacun, d'où qu'il soit originaire, était directement impliqué dans ce point de l'histoire. (…) À cause de cette implication, la structure échoue à se constituer. Quelque chose au niveau du nouage fondateur du désir, le nouage entre vérité, savoir et sexe, ne s'organise plus comme Freud l'avait décrypté. Par conséquent, les psychanalystes sont directement concernés. »
« Souvent ils n’y entendent rien », semblait-il cependant à Anne-Lise Stern. À son projet la communauté psychanalytique française a pu opposer une relative surdité. »
Quoi qu’il en soit un temps de latence a été pour tous nécessaire, pour la société, y compris pour Anne-Lise :« Manches longues [pour couvrir la peau tatouée] et silence – jusqu’en mai 68. »
Après la parution du Savoir-Déporté en 2004, une association de psychanalystes, le Cercle freudien, s’assigne pour thème de travail et de colloque annuel : « Les Destins des traces », leur effacement, leur inscription. Le numéro 23 de la revue Che vuoi ? qui en résulte consacre plusieurs articles au livre d’Anne-Lise Stern, parmi lesquels une étude de Danièle Lévy intitulée « Abord du camp de la mort ».
Aujourd’hui, le savoir-déporté d’Anne-Lise Stern confère une « fonction de repérage », à prendre par les psychanalystes comme un outil de travail :
« Ce que Freud nous raconte est invraisemblable et de plus, déplaisant. Des raisonnements spécieux, une obsession sexuelle monotone (…) soutenus par un personnage paternaliste, autoritaire jusqu'au dogmatisme. Ce sont les apparences. Comment cela, par après, par ailleurs, emporte-t-il la conviction ? (…) Ce qu'Anne-Lise Stern apporte n'échappe pas à la
règle: pour en saisir la fonction de repérage il y a quelque chose à traverser, un mouvement de recul, une incrédulité, une colère, une défiance; un temps de perplexité qui est un temps de saisissement. C’est ainsi que commence le travail. »

### Vitalité d’Anne-Lise Stern
« Anne-Lise, tu aimerais sans doute qu’on se souvienne que tu étais une très belle femme », écrit la psychanalyste Marie-Laure Susini, qui évoque les heures passées en sa compagnie à la Closerie des Lilas, en citant également Serge Moscovici : « Anne-Lise était la femme la plus attirante que j’aie jamais vue. Elle était la sensualité même ». La vitalité d’Anne-Lise Stern, son art du bonheur domestique, transparaissent dans un aperçu ayant pour cadre La Lande-de-Goult où est située la maison de campagne qu’elle retrouvait quand elle délaissait son appartement de la rue Boissonade. C’était l’époque des premières années de son séminaire. Dominique Sels, qui a alors vingt et un ans, est surprise de l’effet que produit son amie de soixante ans :
« Anne-Lise est incroyable, elle est née en 1921, nous sommes en 1981 et quand on va à la braderie d’Argentan, tous les hommes s’arrêtent pour la regarder. Le chemin droit, encombré de foule, qui départage les deux côtés de ce marché, paraît s’éclaircir pour la laisser marcher. Elle est sidérante de beauté, sa grande chevelure argentée lui descend dans le dos, ça ondule. Anne-Lise plaît aux hommes jeunes, elle remarque ceux qui sont beaux, elle a mis du rouge à lèvres. Elle porte des lunettes de soleil et regarde par-dessus, lorsqu’elle s’arrête pour parler à un homme : soi-disant à propos d’un objet. (…) Elle ruisselle de gaieté. »

## Œuvre
- Anne-Lise Stern (préf. Nadine Fresco et Martine Leibovici), Le Savoir-Déporté : Camps, histoire, psychanalyse, Paris, Seuil, coll. « La Librairie du XXIe siècle », 2004, 335 p. (ISBN 978-2-02-066252-9)
- Früher mal ein deutsches Kind... passée du camp chez Lacan. Versuch einer Hinübersetzung. Berliner Brief Nr. 2, November 1999, Freud-Lacan-Gesellschaft Berlin
- « Le savoir-déporté. Entretien avec Martine Leibovici. » In: Des expériences intérieures pour quelle modernité ? Centre Roland-Barthes Paris (Essais), Éd. nouvelles Cécile Defaut, Nantes 2012,  (ISBN 978-2-35018-311-4).